# 镰叶柴胡
镰叶柴胡是伞形科柴胡属植物，分布于欧洲（从英国到俄罗斯）以及高加索地区。种加词意思是想“像镰刀的”。